# Arquieparquia uniata de Kiev
Arquieparquia de Kiev foi uma arquieparquia da Igreja uniata rutena na Comunidade Polaco-Lituana, sé metropolitana da metrópole de Kiev, Galícia e Toda a Rússia.
A residência principal do arcebispo metropolitano de Kiev foi em Vilnius, de 1607 a 1795 - na Igreja da Assunção da Bem-Aventurada Virgem Maria em Prochischen. Após um incêndio em 1748, a residência dos metropolitas uniatas de Kiev foi transferida para Radomyshal, perto de Kiev.
Uniu as paróquias das voivodias de Kiev, Novogrudok, Minsk, Vilna, Troki e o Starostvo Samogiciano.

## História
Estabelecida como resultado da adoção pela metrópole ortodoxa de Kiev da União de Berestia em 1596. Após a terceira divisão da Comunidade Polaco-Lituana em 1795, a arquieparquia foi abolida por Catarina II da Rússia e suas igrejas e mosteiros foram subordinados ao arcebispo de Polatsk. A supressão da arquieparquia uniata foi confirmada pelo Sínodo de Polotsk em 1838.

## Estrutura
As sufragâneas da arquieparquia metropolitana de Kiev eram:
- Eparquia de Chełm;
- Eparquia de Lviv;
- Eparquia de Lutsk;
- Eparquia de Przemisl.